# Ole Fritsen
Ole Fritsen (Give, 18 juli 1941 – 10 mei 2008) was een Deens voetballer en voetbaltrainer.
Fritsen voetbalde van 1963 tot 1966 voor Vejle BK. Op 1 januari 1966 tekende hij een contract bij het Nederlandse GVAV. Hij groeide bij de Groningers uit tot aanvoerder en kwam tot 1971 uit in 135 competitieduels, waarin hij 33 keer scoorde. Op 23 april 1967 maakte hij zich legendarisch door het enige doelpunt te scoren in een met 1-0 gewonnen uitwedstrijd tegen Ajax. Fritsen speelde zes interlands voor het Deens voetbalelftal, waarin hij drie doelpunten maakte. Het aantal interlands had groter kunnen zijn ware het niet dat de regels van de Deense voetbalbond destijds voorschreven dat profspelers geen international konden zijn. Zodoende werd Fritsen in de jaren dat voor GVAV speelde niet geselecteerd voor Denemarken.
In 1971 keerde Fritsen terug bij Vejle BK, waar hij nog vier seizoenen voor zou spelen. Na zijn voetballoopbaan werd Fritsen actief als trainer. Hij coachte onder andere 'zijn' club Vejle van 1981 tot 1984, van 1988 tot 1990 en van 1994 tot 1999. In de laatste periode haalde hij Europees voetbal met zijn team. Tussen 2003 en 2005 was hij coach van FC Fredericia.
De laatste jaren van zijn leven was Fritsen actief als scout voor FC Groningen in Denemarken. Hij overleed aan een hartstilstand.